# Конечная геометрия
Конечная геометрия — геометрическая система, имеющая конечное количество точек. Например, евклидова геометрия не является конечной, так как евклидова прямая содержит неограниченное число точек, а точнее говоря, содержит ровно столько точек, сколько существует вещественных чисел. Конечная геометрия может иметь любое конечное число измерений.
Конечные геометрии могут описываться линейной алгеброй как векторные пространства и подобные структуры над конечным полем, которые называются геометриями Галуа, или могут описываться полностью комбинаторно. Многие, но не все, конечные геометрии являются геометриями Галуа, — например, любое проективное пространство размерностью три или более является изоморфным проективному пространству над конечным полем (проективизации векторного пространства над конечным полем), и в этом случае различий нет, но в размерности два существуют проективные плоскости, которые не являются изоморфными проективным пространствам над конечными полями. Они являются недезарговыми плоскостями. Таким образом в размерности два различия имеются.

## Конечные плоскости
Следующие замечания касаются только конечных плоскостей.
Существуют два вида геометрии на плоскости: аффинная и проективная. В аффинной геометрии используется обычное понятие параллельности прямых. В проективной геометрии наоборот, любые две прямые пересекаются в единственно возможной точке, и потому параллельных прямых не существует. Как конечная аффинная геометрия на плоскости, так и конечная проективная геометрия на плоскости могут быть описаны достаточно простыми аксиомами.
Аффинная геометрия на плоскости — это непустое множество {\displaystyle X} (элементы которого называются «точками»), с непустым набором {\displaystyle L} подмножеств {\displaystyle X} (элементы которого называются «прямая»), таких, что:
1. Для двух различных точек существует только одна прямая, которая содержит обе точки.
2. Аксиома параллельности Евклида: Для прямой {\displaystyle \ell } и точки {\displaystyle p}, не принадлежащей {\displaystyle \ell }, существует одна и только одна прямая {\displaystyle \ell '}, содержащая {\displaystyle p}, такая, что {\displaystyle \ell \cap \ell '=\varnothing }.
3. Существует множество из четырёх точек, никакие три из которых не лежат на одной прямой.

Последняя аксиома обеспечивает, что геометрия не пуста, тогда как первые две описывают её природу.
Простейшая аффинная плоскость содержит лишь 4 точки, и называется аффинной плоскостью второго порядка. Каждая пара точек определяет уникальную прямую, поэтому указанная плоскость содержит 6 прямых. Это аналогично тетраэдру, у которого непересекающиеся рёбра рассматриваются как «параллельные», или квадрату, у которого параллельными считаются не только противоположные стороны, но и диагонали также рассматриваются как параллельные.

Рисунок конечной аффинной плоскости, которая содержит 4 точки и 6 прямых. «Прямые» одинакового цвета являются «параллельными»

В более общем случае, конечная аффинная плоскость порядка {\displaystyle n} имеет {\displaystyle n^{2}} точек и {\displaystyle n^{2}+n} прямых; каждая прямая содержит {\displaystyle n} точек, и каждая точка принадлежит {\displaystyle n+1} прямой.

Графическая иллюстрация конечной аффинной плоскости третьего порядка, содержащей 9 точек и 12 прямых. «Прямые» одинакового цвета являются параллельными в том смысле, что пересечение множества точек в двух прямых одинакового цвета является пустым

Проективная геометрия на плоскости является непустым множеством {\displaystyle X} (элементы которого называются «точками»), вместе с непустым набором {\displaystyle L} подмножеств {\displaystyle X} (элементы которого называются «прямыми») таких что:
1. Для любых двух различных точек существует только одна прямая, содержащая эти точки.
2. Пересечение двух различных прямых содержит ровно одну точку.
3. Существует множество из четырёх точек, никакие три из которых не принадлежат одной прямой.

Плоскость Фано

Первые две аксиомы почти идентичны, разве что роли точек и прямых поменялись: это выводит на принцип двойственности проективной геометрии на плоскости, то есть можно считать, что верное утверждение остаётся верным, если заменить точки прямыми, а прямые точками.
Поскольку третья аксиома требует существования как минимум четырёх точек, плоскость должна содержать как минимум 7 точек, чтобы удовлетворить условиям первых двух аксиом. В этой простейшей из проективных плоскостей имеется также 7 прямых; каждая точка принадлежит трём прямым, и каждая прямая содержит три точки. Такую проективную плоскость часто называют «плоскостью Фано». Если какую-либо из линий удалить из плоскости вместе с принадлежащими ей точками, то в результате получим аффинную плоскость второго порядка. По этой причине плоскость Фано называется проективной плоскостью второго порядка.
В общем случае проективная плоскость порядка {\displaystyle n} имеет {\displaystyle n^{2}+n+1} точек и столько же линий (согласно упомянутому выше принципу двойственности). Каждая линия содержит {\displaystyle n+1} точек, и каждая точка принадлежит {\displaystyle n+1} прямой.
Перестановка семи точек плоскости Фано, которая переносит коллинеарные (такие, которые лежат на одной прямой) точки в коллинеарные точки называется «симметрией» плоскости. Полная группа симметрии имеет порядок 168 и изоморфна группе PSL(2,7) = PSL(3,2), и общей линейной группе GL(3,2).

### Порядки плоскостей
Конечная плоскость порядка {\displaystyle n} — это такая плоскость, каждая прямая которой имеет {\displaystyle n} точек (для аффинной плоскости), или каждая прямая которой имеет {\displaystyle n+1} точку (для проективной плоскости). Для конечной геометрии остаётся открытым следующий важный вопрос:
Всегда ли порядок конечной плоскости является степенью простого числа?
Гипотетически предполагается, что ответ на этот вопрос утвердительный, однако это остаётся недоказанным.
Аффинные и проективные плоскости порядка {\displaystyle n} существуют всякий раз, когда {\displaystyle n} является степенью простого числа, и происходят от конечного поля с {\displaystyle q=p^{k}} элементами.
Плоскости, которые не происходят от конечных полей, тоже существуют. Наименьшая такая плоскость имеет порядок 9.
Все известные примеры имеют порядок степени простого числа; гипотеза что это верно подверждена в нескольких частных случаях.
Наилучшим результатом в этом направлении является теорема Брука — Райзера, которая утверждает: если {\displaystyle n} есть положительное целое, которое имеет форму {\displaystyle 4k+1} или {\displaystyle 4k+2} и {\displaystyle n} не равняется сумме двух квадратов, тогда {\displaystyle n} не является порядком конечной плоскости.
В силу теоремы Ферма — Эйлера степень простого числа не может удовлетворять требованиям теоремы Брука — Райзера.
Наименьшее целое, не являющееся степенью простого числа, и не отвечающее требованиям теоремы Брука — Райзера — это 10. Число 10 имеет форму {\displaystyle 4k+2}, но равняется сумме квадратов {\displaystyle 1^{2}+3^{2}}. Несуществование конечной плоскости порядка 10 было доказано с помощью компьютера в 1989 году.
Следующее наименьшее число, которое может не быть порядком конечной плоскости, — это 12, допущения для которого ещё не доказано, но и не опровергнуто.